# Pascal Perrineau
Pascal Perrineau (Moyeuvre-Grande, 2 de juliol de 1950) és un politòleg francès, especialista en sociologia electoral. Ha estat director del Centre de Recerca Política i Ciència Política (CEVIPOF) entre el 1992 i 2013. És professor d'universitat a Institut d'Estudis Polítics de París on ha estat al càrrec de diversos cursos sobre vot, anàlisi de comportaments i actituds polítiques, ciència política i extrema dreta a França i Europa.

## Biografia
Va estudiar al liceu Descartes de Tours i després a la facultat de dret de la mateixa ciutat i a la Universitat París I - Panthéon Sorbonne, es va diplomar a l'Institut d'Estudis Polítics de París, secció de política, econòmica i social, amb menció, el 1974. Doctor d'estat en ciència política (1981) i agregat en ciència política (1982).
Casat i divorciat, té una filla d'aquest matrimoni. Es va tornar a casar el 2007 amb Anne Muxel.
Assistent primer i després investigador associat a la National Foundation for Political Science (1978-1982), Pascal Perrineau va ser professor universitari a l'Institut d'Estudis Polítics de Grenoble-3 (1982-1986) i a la Universitat François Rabelais de Tours-4 a la Facultat de Dret. (1986-1991).
Des de 1991, és professor universitari a l'IEP de París, on ha dirigit el CEVIPOF de 1992 a 2013, successor d'Annick Percheron.
És autor de nombrosos llibres i articles sobre comportament polític, eleccions, idees polítiques franceses. La seva recerca se centra principalment en l'anàlisi de les eleccions, l'estudi de l'extrema dreta a França i a Europa, així com en la interpretació de les noves divisions a l'obra de les societats europees.
S'encarrega de l'àmbit "Fet polític" a les Presses de Sciences Po amb Janine Mossuz-Lavau.
Del 1976 al 1981, va ser militant del Partit Socialista a la secció de París-Centre, de la qual va esdevenir secretari, i delegat federal de cultura. Allà va conèixer especialment a Georges Dayan, Dominique Strauss-Kahn i Jack Lang.
És un dels primers analistes polítics a identificar els canvis sociològics de l'electorat del Front Nacional i el presenta especialment, a partir de 1996, com el "primer partit obrer de França". Després va avisar: “Avui, l'atrinxerament s'està popularitzant de debò, amb una representació obrera molt forta». El 2001 va vaticinar que l'esquerra es veuria afavorida pel desplaçament de les eleccions presidencials davant les legislatives.
És convidat habitual del programa C dans l'air de la cadena pública France 5.
El febrer de 2016 va ser nomenat membre del consell científic de la Delegació Interministerial de lluita contra el racisme i l'antisemitisme (DILCRA), presidida per Dominique Schnapper. El març de 2016, el despatx del Senat el va nomenar membre de la junta directiva del Senat públic com a personalitat qualificada. L'octubre de 2016 va ser escollit president de l'associació d'antics alumnes de Sciences Po. Va ser reelegit el 2019 amb gairebé el 80% dels vots.
El gener de 2019 es va convertir en un dels cinc "garants" del gran debat nacional organitzat per donar resposta a la crisi derivada del moviment dels armilles grogues. El 2020, va ser un dels tres candidats a prendre el capdavant de la FNSP, vacant des de la dimissió d'Olivier Duhamel.

## Obres destacades
- Le symptôme Le Pen : Radiographie des électeurs du Front national, Paris, Fayard, coll. « L'espace du politique », 1997, 256 p.
- Le Populisme, Que sais-je ?, 2021.